# 帕亞爾·卡帕迪亞
帕亞爾·卡帕迪亞（英語：Payal Kapadia；1986年1月4日—）是一位出生於印度的導演，於2017年的坎城影展以短片《季风来临前的最后一个芒果》（英語：The Last Mango Before the Monsoon）初試啼聲，並在2021年以《我們一無所知的夜晚》獲得金眼睛獎。2024年，卡帕迪亞以《你是我眼中的那道光》獲得坎城影展評審團大獎。

## 生平
卡帕迪亞於1986年出生於孟買，母親為畫家兼影像藝術家納里尼·馬拉尼。卡帕迪亞國中時就讀於安得拉邦的寄宿學校里希峽谷中學。卡帕迪亞在中學的電影社受到塔可夫斯基和李維克·伽塔克影響，並決定往電影事業發展。卡帕迪亞大學就讀於孟買圣泽维尔学院，並於索非亞女子大學獲得一年碩士學位。隨後，卡帕迪亞繼續攻讀印度電影電視學院，並於隔年獲得學位。

## 作品
| 年份 | 標題                                                           | 身份 | 身份 | 身份 | 註記 |
| 年份 | 標題                                                           | 導演 | 編劇 | 其他 | 註記 |
| ---- | -------------------------------------------------------------- | ---- | ---- | ---- | ---- |
| 2014 | Watermelon, Fish and Half Ghost                                | 是   | 否   | 否   | 短片 |
| 2015 | 《午後陰雲》 Afternoon Clouds                                  | 是   | 是   | 否   | 短片 |
| 2017 | 《季风来临前的最后一个芒果》 The Last Mango Before The Monsoon | 是   | 是   | 剪輯 | 短片 |
| 2018 | 《夏日所說》† And What is the Summer Saying                    | 是   | 是   | 否   | 短片 |
| 2021 | 《我們一無所知的夜晚》† A Night of Knowing Nothing             | 是   | 是   | 否   | 長片 |
| 2024 | 《你是我眼中的那道光》 All We Imagine as Light                 | 是   | 是   | 否   | 長片 |

## 外部連結
维基共享资源上的相關多媒體資源：帕亞爾·卡帕迪亞
- 帕亞爾·卡帕迪亞在互联网电影资料库（IMDb）上的資料（英文）